# Bataille de Bornholm (1563)
Guerre nordique de Sept Ans
Batailles
Modèle:Guerre nordique de Sept Ans
La bataille de Bornholm du 30 mai 1563 est un évènement préliminaire de la guerre nordique de Sept Ans qui oppose la Suède au Danemark et à Lübeck entre 1563 et 1570.

## Déroulement
Une flotte suédoise sous le commandement de l'amiral Jakob Bagge (en) quitte Stockholm afin d'aller chercher à Rostock la princesse Kristina de Hesse que le roi de Suède Éric XIV projetait d'épouser. En chemin, la flotte suédoise croise une escadre danoise au mouillage près de l'île de Bornholm. La Suède et le Danemark ne sont pas en guerre mais les tensions sont vives entre les deux nations. L'amiral Jakob Brockenhuss qui commande l'escadre danoise se porte avec son navire le Hercules (81 canons) et deux autres bâtiments, le Hector (38 canons) et le Hjort (46 canons), au devant des Suédois. Sans que les raisons ne soient encore certaines aujourd'hui, mais qui tiennent vraisemblablement au refus des Suédois de saluer le pavillon danois alors qu'ils se trouvent pourtant dans des eaux sous souveraineté danoise, les Danois ouvrent le feu, ce qui provoque la réplique immédiate de leurs adversaires. Lors de la bataille qui s'ensuit, le Hercules démâté, est contraint d'amener son pavillon et Jakob Brockenhuss se constitue prisonnier.